# Journal of Chemical & Engineering Data
Journal of Chemical & Engineering Data (abrégé en J. Chem. Eng. Data) est une revue scientifique mensuelle à comité de lecture qui publie des articles de recherches originales sur les données expérimentales et l'évaluation et la prédiction des propriétés physiques et thermodynamiques de matériaux et de mélanges complexes.
D'après le Journal Citation Reports, le facteur d'impact de ce journal était de 2,037 en 2014. Actuellement, la direction de publication est assurée par Joan F. Brennecke (Université Notre-Dame, États-Unis).

## Histoire
Au cours de son histoire, le journal a changé de nom :
- Industrial & Engineering Chemistry Chemical & Engineering Data Series, 1956–1958  (ISSN 1541-5759)
- Journal of Chemical & Engineering Data, 1959–en cours  (ISSN 0021-9568)